# District Baia (interbellum)
Het district Baia was een district van het koninkrijk Roemenië of Groot-Roemenië. De hoofdstad van het district was Fălticeni.

## Ligging
Baia lag in het noorden van het koninkrijk, in de regio Moldavië. Dit district werd later opgedeeld in de districten Neamț en Iași. Baia grensde in het westen aan Câmpulung, in het noorden aan Suceavaen Botoșani, in het oosten aan Iași en in het zuiden aan Neamț en Roman.

## Bestuurlijke indeling
Baia telde twee steden, Fălticeni en Paşcani. Het district Baia was weer onderverdeeld in drie bestuurlijke gebieden (plăşi): Plasa Moldova, Plasa Pașcani en Plasa Siret. Later werd Plasa Moldova opgesplitst in Plasa Mălini en Plasa Boroaia.

## Bevolking
Volgens cijfers uit 1930 had het district in dat jaar 157.501 inwoners, waarvan 91,8% Roemenen, 4,8% Joden, 1,2% Roma's, 0,6% Duitsers en enzovoorts waren. De meesten hadden het Roemeens als moedertaal (93,5%), anderen het Jiddisch (3,7%), Romani (0,7%), Duits (0,6%), enzovoorts. Van deze mensen behoorde 92,9% tot de Roemeens-orthodoxe Kerk, 4,9% was Mozaïek, 1,0% was fooms-katholiek, enzovoort.

### Urbanisatie
Van de mensen in de steden waren 76,6% Roemenen, 19,7% Joden, 1,3% Duitsers, enzovoorts. Van de mensen in de steden waren 76,5% Roemeens-Orthodox, 20,3% Mozaïeken, 2,4% Rooms-Katholiek, enzovoorts.
Alba · Arad · Argeș · Bacău · Baia · Bălți · Bihor · Botoșani · Brăila · Brașov · Buzău · Cahul · Caliacra · Câmpulung · Caraș · Cernăuți · Cetatea-Albă · Ciuc · Cluj · Constanța · Covurlui · Dâmbovița · Dolj · Dorohoi · Durostor · Făgăraș · Fălciu · Gorj · Hotin · Hunedoara · Ialomița · Iași · Ilfov · Ismail · Lăpușna · Maramureș · Mehedinți · Mureș · Muscel · Năsăud · Neamț · Odorhei · Olt · Orhei · Prahova · Putna · Rădăuți · Râmnicu-Sărat · Roman · Romanați · Sălaj · Satu-Mare · Severin · Sibiu · Someș · Soroca · Storojineț · Suceava · Târnava-Mare · Târnava-Mică · Tecuci · Teleorman · Tighina · Timiș-Torontal · Trei-Scaune · Tulcea · Turda · Tutova · Vâlcea · Vaslui · Vlașca